# Macropeza affinis
Macropeza affinis är en tvåvingeart som beskrevs av John William Scott Macfie 1939. Macropeza affinis ingår i släktet Macropeza och familjen svidknott. Inga underarter finns listade i Catalogue of Life.